# Trikal
Trikaal (1985), inaczej Trikal (Past, Present and Future) (tłum. Trzy czasy: przeszłość, teraźniejszość i przyszłość) – dramat indyjski wyreżyserowany w 1985 roku przez Shyam Benegala (Zubeidaa). 
Akcja filmu rozgrywa się na Goa, tuż przed jego wyzwoleniem spod okupacji portugalskiej w 1961 roku. W roli głównej Naseeruddin Shah. W filmie po długiej nieobecności pojawia się Leela Naidu.
Film wybrano na pokaz (retrospektywa) filmów indyjskich Lizbona, 1986. Potem był zaproszony na London Film Festival 1986

## Nagrody
- 1986: National Film Award dla Najlepszego Reżysera – Shyam Benegal
- 1986: National Film Award za KOstiumy – Saba Zaidi

## Obsada
- Leela Naidu – Dona Maria Souza-Soares
- Anita Kanwar – Sylvia
- Neena Gupta – Milagrenia
- Soni Razdan – Aurora
- Dalip Tahil – Leon Gonsalves
- K. K. Raina – Senor Lucio
- Kunal Kapoor – Kapitan Ribeiro/ Governor
- Keith Stevenson – Dr. Simon Pereira
- Lucky Ali – Erasmo
- Salim Ghouse
- Ila Arun – kucharz
- Jayant Kriplani – Francis
- Akash Khurana – Renato
- Sabira Merchant – Dona Amelia
- Sushma Prakash – Anna
- Remo Fernandes – śpiewak
- Alisha Chinai – śpiewaczka
- Naseeruddin Shah – Ruiz Pereira
- Kulbhushan Kharbanda – Vijay Singh Rane/Khushtoba Rane